# Antitrygodes pirimacula
Antitrygodes pirimacula är en fjärilsart som beskrevs av Louis Beethoven Prout 1916. Antitrygodes pirimacula ingår i släktet Antitrygodes och familjen mätare. Inga underarter finns listade i Catalogue of Life.